# Filia Uniwersytetu Warmińsko-Mazurskiego w Ełku
Filia Uniwersytetu Warmińsko-Mazurskiego w Ełku (w latach 2012-2019 Wydział Studiów Technicznych i Społecznych Uniwersytetu Warmińsko-Mazurskiego – jednostka Uniwersytetu Warmińsko-Mazurskiego kształcąca w trybie stacjonarnym i niestacjonarnym w Ełku na kierunkach:
- pielęgniarstwo
- administracja
- bezpieczeństwo wewnętrzne
- pedagogika przedszkolna i wczesnoszkolna

## Struktura organizacyjna
Katedry:
- Katedra Nauk Społecznych i Administracji

## Władze Filii
Dyrektorem Filii od 1 września 2020 jest dr Jacek Mrozek.

## Historia Filii
Centrum Studiów Bałtyckich w Ełku zaingerowało działalność 1 października 2000 r. jako jednostka ogólnouczelniana Uniwersytetu Warmińsko–Mazurskiego. Był to pierwszy zamiejscowy punkt kształcenia Uczelni poza Olsztynem. Uchwałą Nr 16 Senatu Uniwersytetu Warmińsko-Mazurskiego w Olsztynie z dnia 8 listopada 2002 r. jednostka została przekształcona w zamiejscowy ośrodek dydaktyczny. Kolejne były otwierane w Rusocinie, Braniewie, Toruniu i Pile. Do 2012 roku kształcono na kilku kierunkach studiów, w tym na administracji, technice rolniczej i leśnej, politologii, pedagogice i filologii polskiej, prowadzonych przez Wydziały w Olsztynie. 
Zgodnie z przeprowadzoną reformą szkolnictwa wyższego, zamiejscowe ośrodki dydaktyczne musiały zostać zastąpione przez zamiejscowe wydziały lub filie uczelni. Podczas posiedzenia 25 listopada 2011 r. Senat UWM postanowił zlikwidować swoje ośrodki zamiejscowe, czyli Zamiejscowy Ośrodek Dydaktyczny Wydziału Geodezji i Gospodarki Przestrzennej UWM w Poznaniu i w Toruniu (gdzie odbywało się kształcenie na kierunku geodezja i kartografia) oraz Zamiejscowy Ośrodek Dydaktyczny w Szczytnie (prowadzone były studia na kierunkach: Filologia sp. angielska, germańska oraz Pedagogika), a Zamiejscowy Ośrodek Dydaktyczny w Ełku w myśl obowiązujących przepisów Zarządzeniem Nr 16/2012 Rektora Uniwersytetu Warmińsko-Mazurskiego w Olsztynie z dnia 30 marca 2012 roku został przekształcony w ówczesny 17. Wydział Uczelni – Wydział Studiów Technicznych i Pedagogicznych, z dwoma kierunkami kształcenia: Mechanika i budowa maszyn oraz Pedagogika. Zostało jednak wygaszone kształcenie na kierunkach Administracja, Politologia i Technika rolnicza i leśna. Natomiast Zarządzeniem Nr 87/2012 Rektora z dnia 26 października 2012 roku zmieniono nazwę na Wydział Studiów Technicznych i Społecznych, z 3 kierunkami kształcenia (administracja, geodezja i kartografia, mechanika i budowa maszyn).
W 2019 roku dokonano przekształcenia dotychczas funkcjonującego odrębnego Wydziału w Filię UWM w Olsztynie z siedzibą w Ełku. Obecnie w Filii prowadzone są studia I stopnia (administracja, bezpieczeństwo wewnętrzne i pielęgniarstwo), studia drugiego stopnia (administracja) oraz studia jednolite magisterskie (pedagogika przedszkolna i wczesnoszkolna).